# FOR YOU (방탄소년단의 노래)
FOR YOU는 대한민국의 남성 그룹 방탄소년단의 네 번째 일본 싱글이다. 2015년 6월 17일 포니캐년을 통해 발매되었다.